# Richard Carapaz
Richard Antonio Carapaz Montenegro es un ciclista profesional ecuatoriano que compite con el equipo EF Education-EasyPost  
Desde joven destacó en su disciplina, ya que consiguió varios triunfos en los campeonatos nacionales defendiendo a su provincia, la Federación Deportiva del Carchi.  
En 2019, con su victoria en el Giro de Italia,se convirtió en el primer ciclista ecuatoriano, y tercer latinoamericano, en ganar una Gran Vuelta, detrás de los colombianos Luis Herrera y Nairo Quintana. 
En noviembre de 2020, pasó a ser el primer ecuatoriano en subir al podio de la Vuelta a España, tras finalizar en segunda posición.
En julio de 2021 participó en el Tour de Francia, y quedó en tercera posición, convirtiéndose así el primer ecuatoriano, y quinto latinoamericano, en subir al podio. De este modo consiguió entrar en el grupo de los veinte ciclistas que han logrado alcanzar, por lo menos, un podio en cada una de las tres Grandes Vueltas.
El 24 de julio de 2021 se proclamó como el segundo deportista ecuatoriano en lograr una medalla de oro en los Juegos Olímpicos de Tokio. Además, es el primer latinoamericano en ganar la medalla de oro en el Campeonato Olímpico de Ciclismo en Ruta. Junto con Miguel Induráin, es el segundo hombre en ganar el oro olímpico (Richard en ruta, Miguel en contrarreloj) y hacer podio en las tres Grandes Vueltas.Una de sus principales características es su estilo agresivo y su habilidad para atacar en el momento oportuno, así como su capacidad para leer la carrera. Su mentalidad ganadora le ha permitido subir a varios podios en las tres grandes vueltas, y ser campeón olímpico.
En el Giro de Italia 2025, Carapaz protagonizó una polémica con el mexicano Isaac Del Toro, quien perdió la maglia rosa ante Simon Yates. El ecuatoriano criticó la estrategia de Del Toro, afirmando que él había perdido el Giro: "creo que no ha sabido correr bien". Algunos expertos consideran que la falta de cooperación entre el corredor del EF Education-Easy Post y Del Toro permitió que Simón Yates se llevara la victoria.

## Biografía
Richard Carapaz es un ciclista carchense, nacido el 29 de mayo de 1993 en la comunidad de "playa Alta", perteneciente a la parroquia El Carmelo (Ecuador), cantón Tulcán, conocida como la capital del ciclismo ecuatoriano. Comenzó a practicar ciclismo a los 15 años de edad, gracias al exciclista ecuatoriano, Juan Carlos Rosero, quien se dedicaba a captar futuros talentos del ciclismo, especialmente en las áreas rurales de las provincias de Carchi y Sucumbíos. Con la ayuda de su primer entrenador y otras celebridades del ciclismo ecuatoriano consiguió perfilarse como uno de los mejores ciclistas, y en 2013 ganó el Campeonato Panamericano en Ruta en la categoría sub-23. En 2015 emigró a Colombia, donde permaneció un año antes de dar el salto a Europa.

## Trayectoria
2008 a 2017: Primeros años de ciclismo. Richard empezó su carrera ciclista a los 15 años, en el equipo amateur Panavial - Coraje Carchense (hoy Coraje Carchense). Comenzó entrenando con celebridades del ciclismo carchense y ecuatoriano como Juan Carlos Rosero y Paulo Caicedo. En 2013 formó parte del equipo ecuatoriano RPM Team, donde obtuvo los mejores resultados en la categoría sub-23 de la Vuelta a Guatemala y fue el ganador del Campeonato Panamericano en Ruta sub-23.En el año 2013, con el RPM, participó en la Vuelta al Ecuador, obteniendo el segundo puesto en la clasificación general y el primero en montaña con 66 puntos.2015: Explosión en la Vuelta a la Juventud de Colombia.

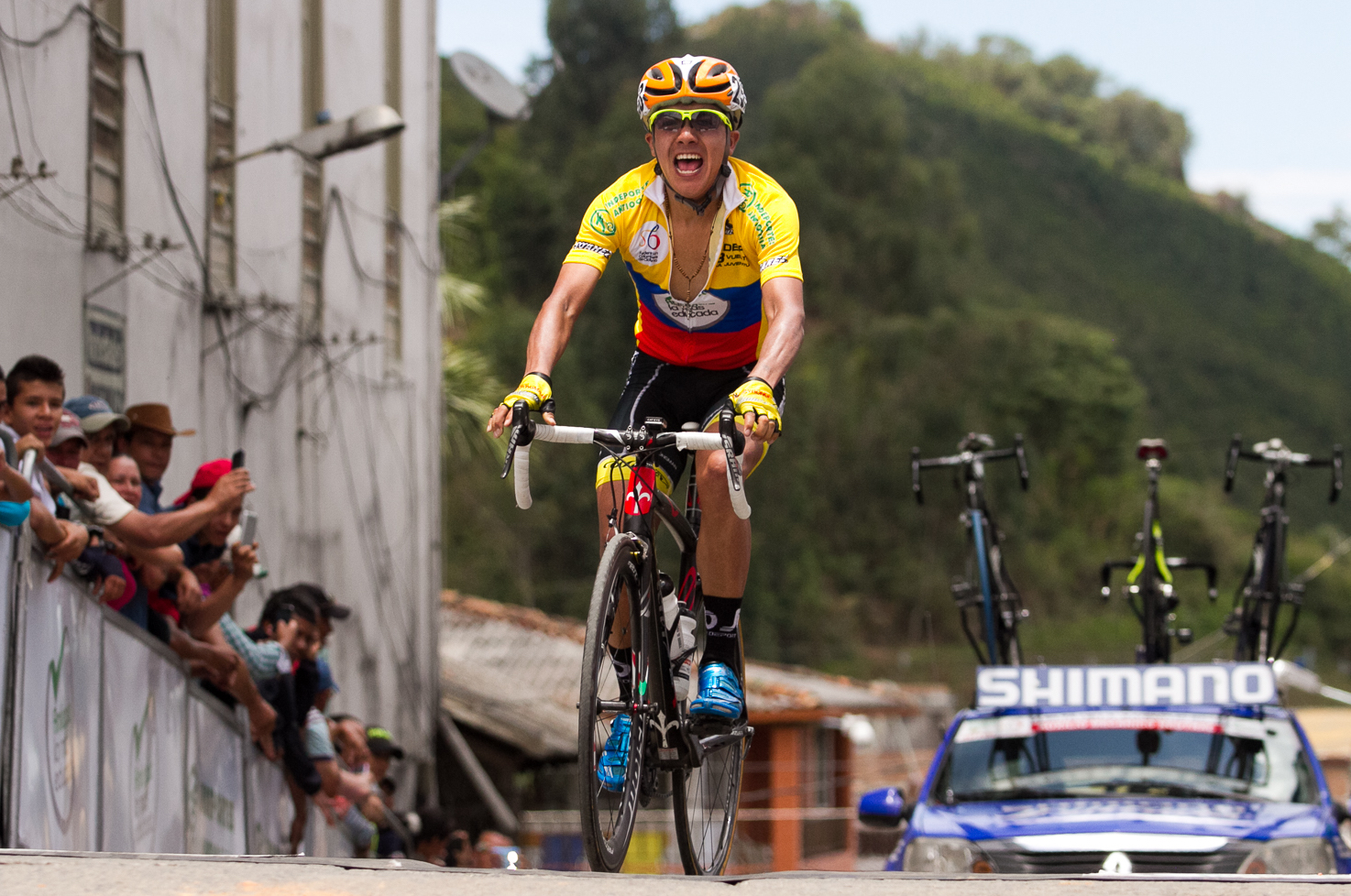
Richard Carapaz al final de la cuarta etapa de la Vuelta de la Juventud 2015.

En la temporada 2015 se trasladó a Colombia,donde participó con el equipo Strongman-Campagnolo y se convirtió en el primer extranjero en ganar la Vuelta de la Juventud de Colombia, además de ganar la cuarta etapa en el tradicional Clásico RCN.2016 a 2017: Salto a Europa, Movistar y primera participación en la Vuelta a España. Tras su temporada en Colombia, tuvo ofertas de equipos de ese país, pero su desempeño deportivo también atrajo el interés de equipos europeos. Una de las ofertas consistió en una prueba de tres meses con el equipo español Lizarte, con el cual consiguió su primera victoria en 2016 en territorio europeo: cruzó la meta en primer lugar en la segunda etapa de la Vuelta a Navarra, una etapa con final en alto y tras la que asumió el liderato de la carrera.  Esta sería la primera victoria de etapa de un ciclista ecuatoriano en Europa. Finalmente, se coronaría ganador de la clasificación general en la  55.ª edición de la carrera.En 2017, compite encuadrado en el equipo de promesas del equipo Movistar Team, donde alcanzó el segundo lugar en la tradicional Ruta del Sur. Además, tuvo la oportunidad de ser el primer ecuatoriano en competir en una de las tres Grandes Vueltas, participando en la edición 2017 de la Vuelta a España, donde fue protagonista de un intento de fuga en una etapa de montaña.
Expulsión en los Juegos Bolivarianos 2017. Junto a dos ciclistas más, fue expulsado de la selección ecuatoriana durante los Juegos Bolivarianos de 2017 por acusaciones de haber consumido alcohol el día de la inauguración del torneo, además de cometer varias faltas disciplinarias relacionadas con su consumo. Después del suceso, los tres ciclistas implicados se disculparon públicamente e indicaron que, al no ser recibidos por los dirigentes deportivos tras su llegada a Santa Marta, fueron a un restaurante y acompañaron la comida con una cerveza.
2018: Primera etapa en una de las Grandes Vueltas. En la temporada 2018 comenzó adjudicándose la Vuelta a Asturias, para luego convertirse en el primer ecuatoriano en ganar una etapa en una Gran Vuelta y en vestir la camiseta blanca de mejor joven en el Giro de Italia, que mantuvo durante ocho etapas. Además, finalizó cuarto en la clasificación general a 47 segundos del podio. También registró su segunda participación en la Vuelta a España (edición 2018) y su primera participación en el Mundial de Ciclismo en Ruta de 2018.

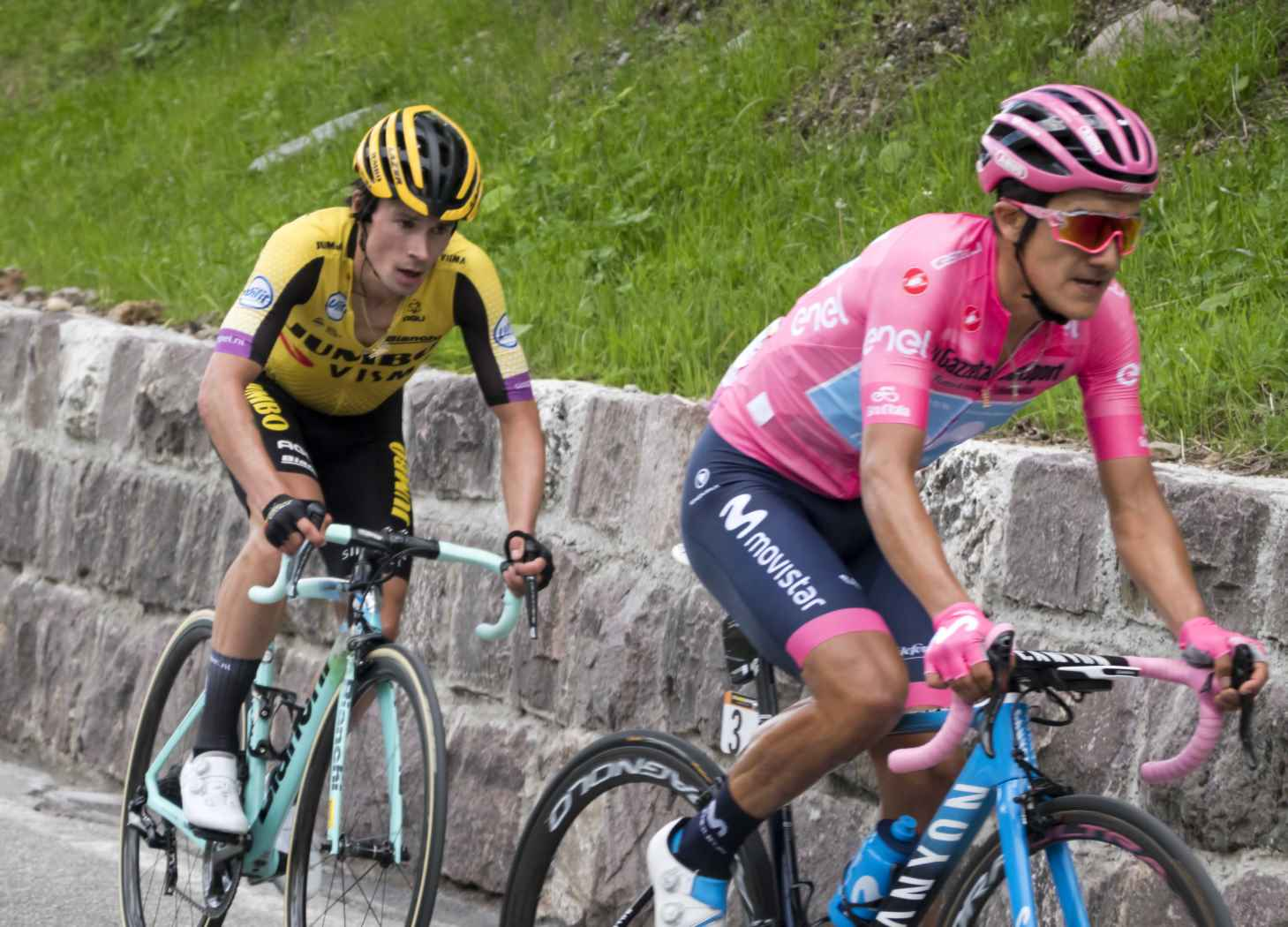
DSC03124 giro20149 roglic carapaz (48002256621)

2019: Victoria en el Giro de Italia. En abril de 2019 logró defender con éxito la Vuelta a Asturias conseguida en 2018. En el Giro de Italia 2019 ganó dos etapas, colocándose como líder al término de la 14.ª etapa. El 2 de junio de 2019, logró la victoria en la clasificación general de ese Giro de Italia,convirtiéndose así en el primer ecuatoriano y segundo latinoamericano, tras el colombiano Nairo Quintana, en conseguir este título. Además, se convirtió en el latinoamericano con más días consecutivos (8 días) vistiendo el maillot de líder. Al finalizar la temporada, pese a ser uno de los favoritos para llevarse la Vuelta a España 2019, sufrió una dura caída durante una prueba en Países Bajos que lo privó de disputar su segunda Gran Vuelta del año.

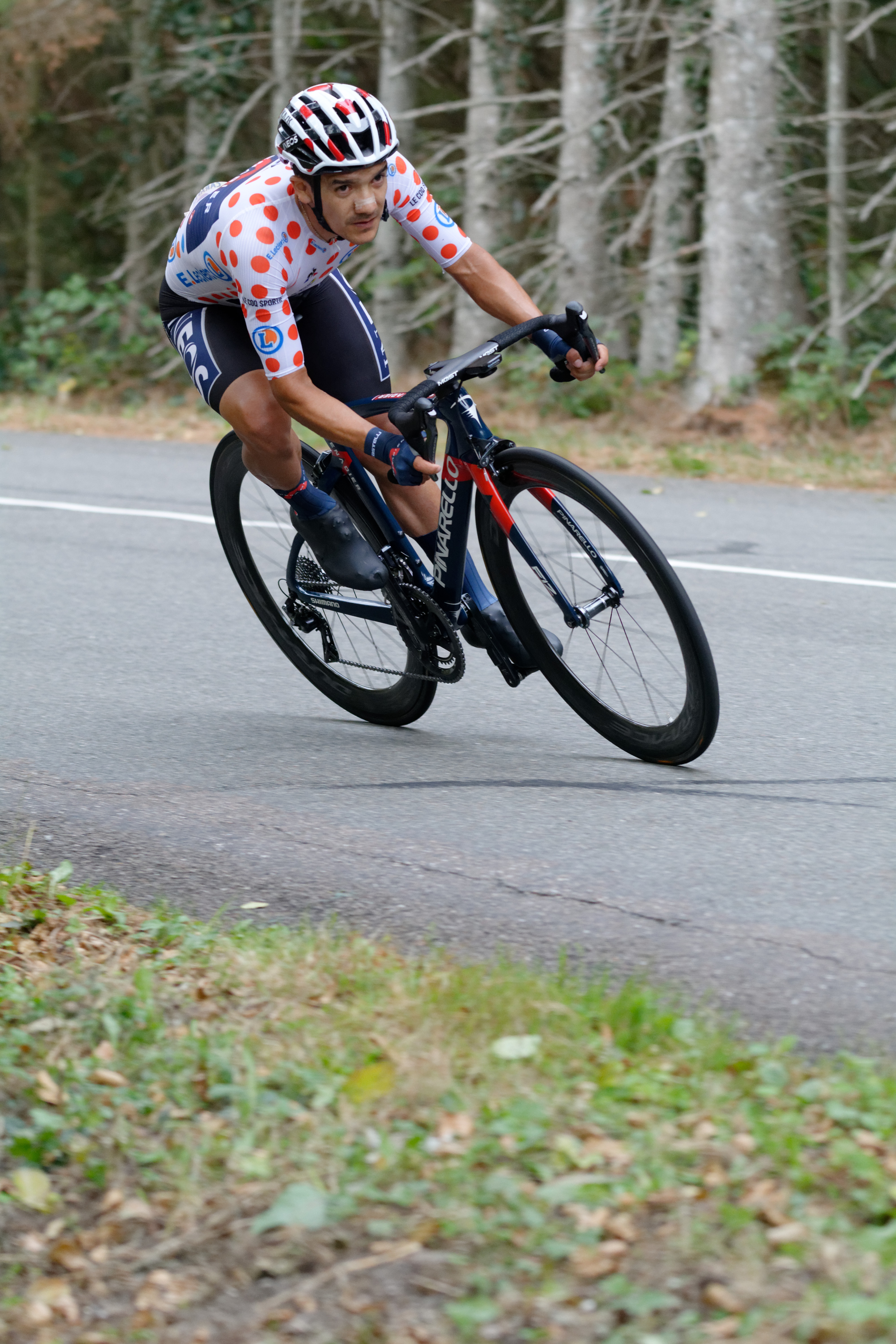
2020 Tour de France Stage 20 (50363465701)

2020: Nueva temporada, nuevo equipo. El 6 de septiembre de 2019, el Team INEOS hizo oficial su fichaje para las siguientes tres temporadas. En su primer año en el equipo, debuta en el Tour de Francia como gregario del colombiano Egan Bernal, campeón de la ronda gala el año anterior, siendo así el primer ciclista ecuatoriano que participa en esta prestigiosa carrera.El 17 de septiembre de 2020, en la etapa 18 del Tour de Francia, tras tres días de destacada actuación, Carapaz logró el maillot de líder de la montaña, siendo el primer ecuatoriano en lograrlo. Sin embargo, en la penúltima etapa lo perdió a manos de quien sería además el ganador de la carrera ese año, el esloveno Tadej Pogačar, terminando finalmente segundo en esa clasificación.
En la Vuelta a España llegó como jefe de filas del Ineos con el objetivo de ganar la carrera, (incluso por encima de Chris Froome quien llegó a apoyarlo como gregario) en una competición que se vio reducida a 18 etapas debido a que las tres que se debían correr en los Países Bajos fueron canceladas por efectos de la pandemia de COVID-19 en este país. Durante toda la carrera, mantuvo un mano a mano por la general con el esloveno Primož Roglič del Jumbo-Visma, peleando el liderato de la carrera y el maillot rojo de líder. En la etapa 17, la penúltima de la ronda ibérica, estuvo cerca de quitarle el liderato a Roglič, pero el inesperado empuje del Movistar en el ascenso de La Covatilla, protagonizado por Enric Mas y Marc Soler, le permitieron al esloveno conservar el maillot de líder con 24 segundos de diferencia, dejando al final de la carrera a Carapaz con el segundo lugar de la general.

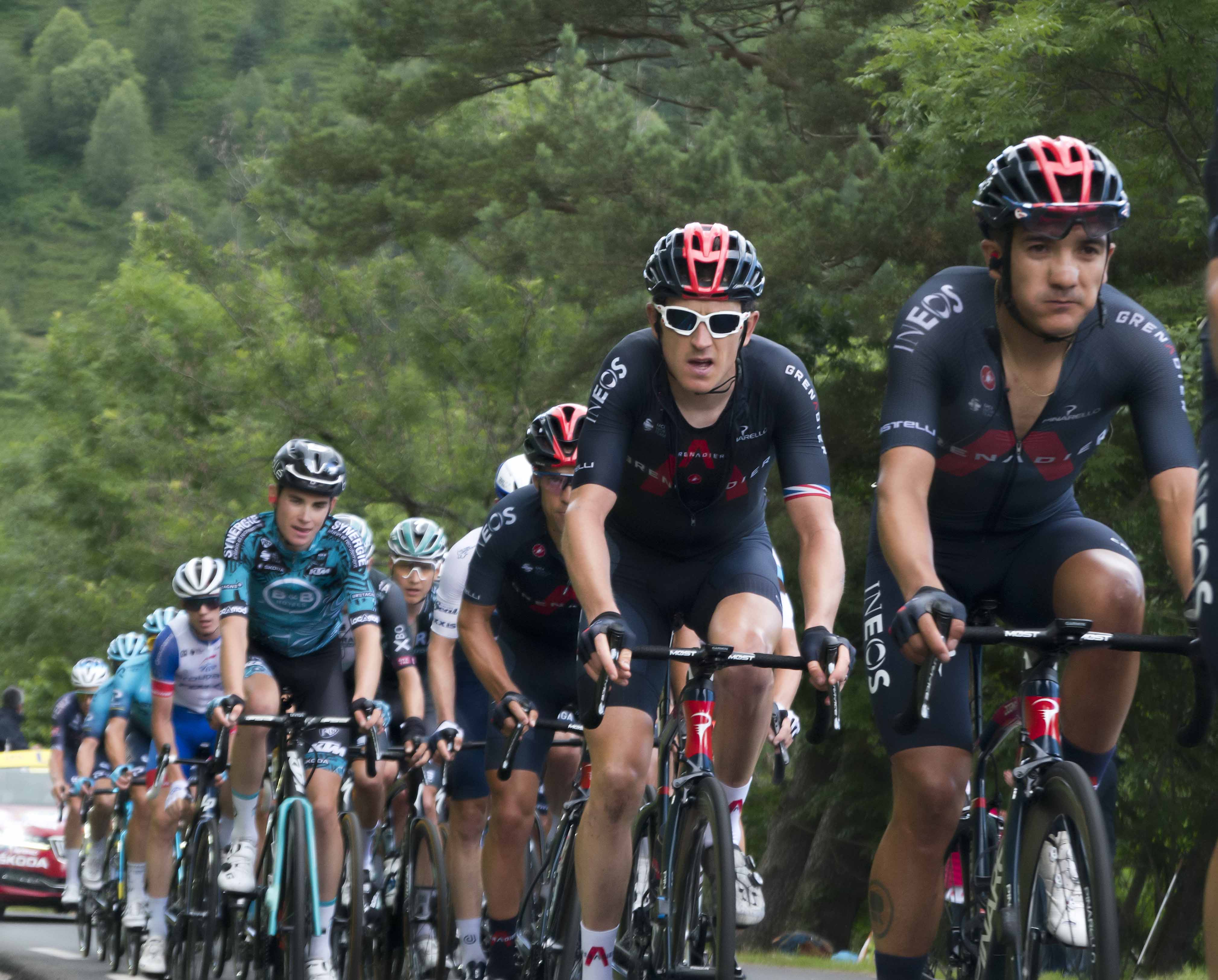
Stage 17, 2021 TDF00023 carapaz thomas (51321020157)

2021: Oro en Tokio y Podio en el Tour. Su segundo año con el Ineos empezó con mal pie al ofrecer pobres prestaciones tanto en la Volta a Cataluña como en la Vuelta al País Vasco, quedando en ambas fuera del top-10. Sin embargo, consiguió darle la vuelta al proclamarse campeón de la Vuelta a Suiza, venciendo en la 5.ª etapa y colocándose líder de la general hasta el final de la carrera.Acude al Tour de Francia como el líder de su equipo, junto a Geraint Thomas y Richie Porte, buscando recuperar para el equipo británico el maillot amarillo que distingue al líder del Tour, y con el objetivo de ser el primer ecuatoriano en lograrlo. Pese a su esfuerzo y al trabajo de su equipo, solo pudo llegar al final del Tour en 3.ª posición de la general, detrás de Tadej Pogačar y Jonas Vingegaard; no obstante, se convierte en el primer ecuatoriano que llega al podio del Tour de Francia.En los Juegos Olímpicos de Tokio, obtuvo la medalla de oro en la prueba de ruta, tras atacar a su compañero de fuga Brandon McNulty, a falta de 5 kilómetros. De esta forma, se convirtió en el segundo medallista de oro de la historia de Ecuador, y el primer latinoamericano que se corona campeón olímpico en la prueba de ruta.

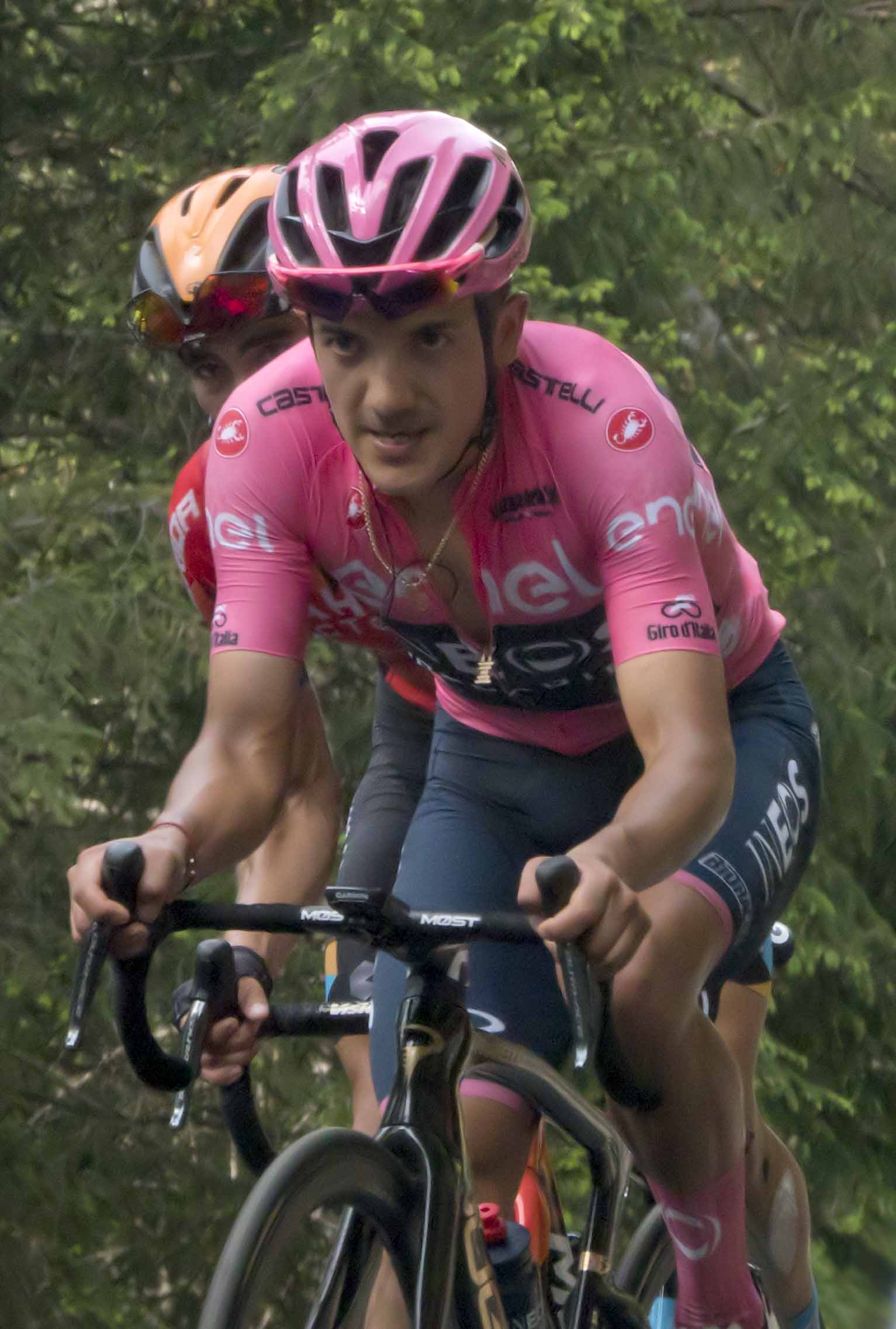
GIR00018 carapaz (52123723280)

2022: Podio en Giro de Italia y campeón de la montaña en la Vuelta a España. El Giro de Italia 2022 significó la presencia de Richard Carapaz en el podio del certamen, al ubicarse 2.º en la clasificación general.Tres victorias de etapa, en la versión 77 de La Vuelta a España, etapa 12 Peñas Blancas, etapa 14 Sierra de La Pandera y etapa 20 Puerto de Navacerrada; le permitirían al corredor latinoamericano ganar la clasificación como Líder de la Montaña con 73 puntos. Se convirtió así, en el primer ecuatoriano en llevarse a casa, el Maillot de los lunares azules. Es esta temporada 2022, la última que el corredor ecuatoriano disputaría con el equipo INEOS, ya que firma para competir a partir de 2023 con EF Education First.
2023: Inicio EF Education First/ temporada de altibajos por lesiones.Richard se coronó como campeón Nacional de Ruta en prueba realizada en la ciudad Ecuatoriana de Tulcán, el podio lo completaron Jefferson Cepeda 2.º y Alexander Cepeda 3.º.Obtuvo la victoria número 34 en su palmarés, tras vencer en la tercera edición de la Mercan Tour Classic Alpes-Maritimes con 169 kilómetros de recorrido en Francia, con una notable asistencia de su compañero de equipo, el colombiano Diego Camargo.Una fuerte caída en la etapa inicial del Tour de Francia 2023, donde también se vio involucrado el corredor español Enric Mas, afectó el desempeño del ecuatoriano, quien pudo terminar la etapa, pero tras la cual se identificó una fractura en la rodilla izquierda que lo obligó a abandonar. Consiguió la medalla de plata en la prueba Contrarreloj Individual en los Juegos Panamericanos de Chile, en la que el oro sería para el colombiano Walter Vargas. En la prueba de ruta, arribó en 7° lugar, tras una caída en la última vuelta del circuito, la medalla de oro sería para su compatriota Jhonatan Narváez.
2024: Líder de la Montaña Tour de Francia. Richard inició la temporada 2024 ganando la prueba de contrarreloj individual en Ecuador, acumulando así, tres títulos nacionales en su trayectoria, el podio lo completaría Jefferson Cepeda 2.º y Jonathan Caicedo 3.º. En la prueba de ruta, se quedaría con el título de campeón el corredor del INEOS Jhonatan Narváez, Carapaz cruzaría la meta en el segundo lugar para conseguir la medalla de plata.El Tour Colombia fue el nuevo escenario para que el ecuatoriano aumentara su palmarés, consiguiendo el triunfo en la etapa reina de la carrera, con final en el Alto del Vino, puerto fuera de categoría. La clasificación general se definiría en la etapa 6, con el triunfo de Rodrigo Contreras y el segundo lugar para el corredor del EF Education - Easy Post, el podio lo completaría Alejandro Osorio en el tercer lugar.En el marco del Tour de Romandía, logra la victoria de la cuarta etapa de 151,7 kilómetros entre Saillon y Leysin. El campeón sería el español Carlos Rodríguez del INEOS Grenadiers, y ocuparía finalmente el puesto 7 de la clasificación general.

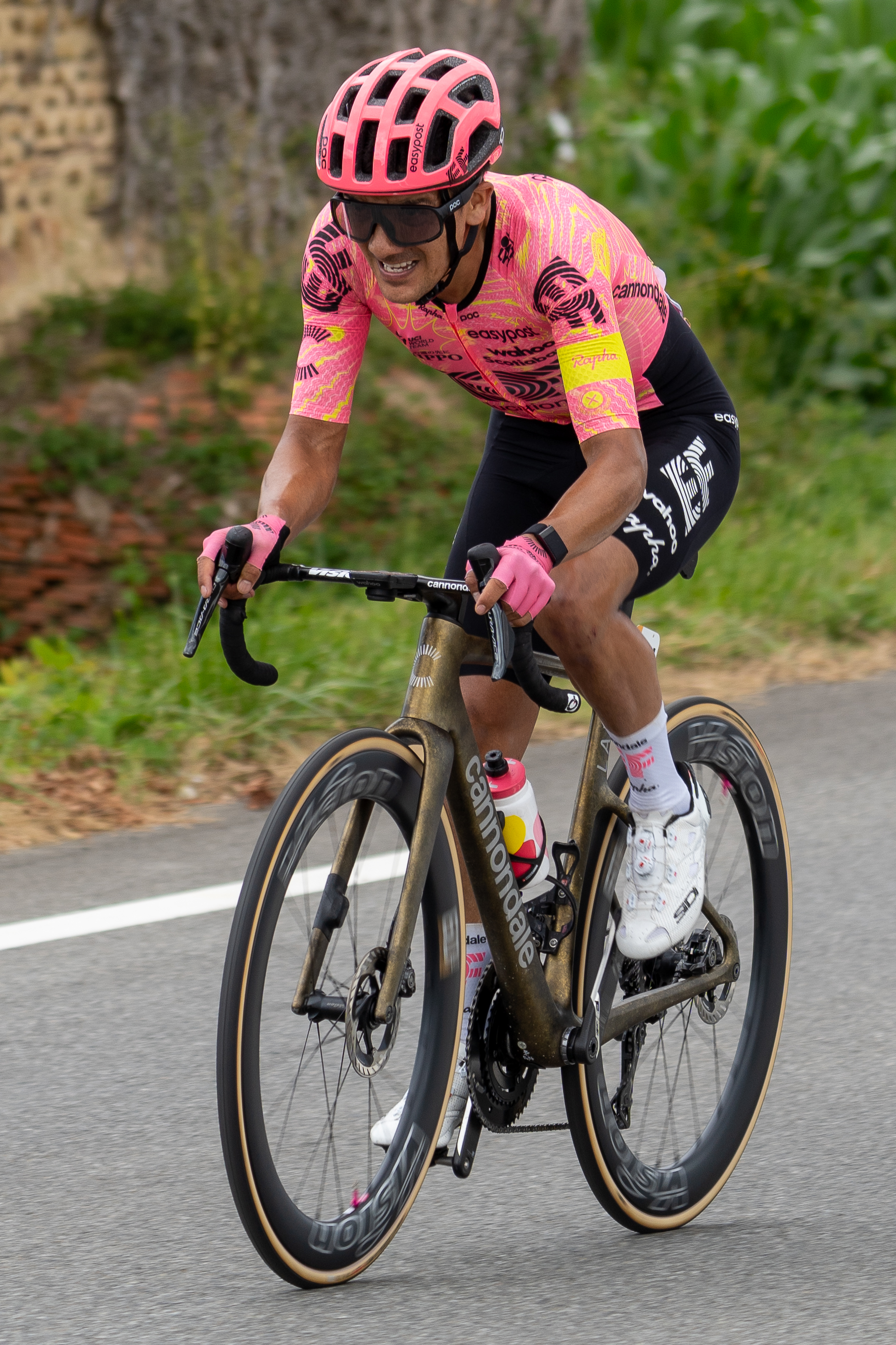
Richard Carapaz during Simacourbe climb of Tour de France 2024 stage 13

Richard Carapaz llega al Tour de Francia como jefe de filas del EF Education-EasyPost. Consigue colocarse como líder de la carrera al finalizar la etapa 3, y con ello en ser el primer ecuatoriano en vestirse con el maillot amarillo y liderarla. Durante la ceremonia de premios de la etapa 15 en Plateau de Beille, obtuvo el premio a la combatividad. La etapa 17 con final en Super Dévoluy y 177,8 kilómetros de recorrido, marcará un nuevo triunfo para el ciclista ecuatoriano, superando a Simon Yates y Enric Mas. Esta victoria le permitiría alcanzar el denominado trébol, lo que corresponde a ganar una etapa en cada gran vuelta (Giro, Tour y Vuelta). Al finalizar la etapa veinte, sumaba 121 puntos en la clasificación de la montaña, suficientes para asegurar el premio de líder de la montaña y el maillot de lunares rojos a su llegada a París Con una designación simbólica, fue nombrado como el ciclista Supercombativo de la edición 111° del Tour. Finalizaría en el puesto 17 de la clasificación general, el podio estaría compuesto por Tadej Pogačar, Jonas Vingegaard y Remco Evenepoel.
Ese mismo año, su equipo el EF Education Easy Post confirma al ecuatoriano como líder de la escuadra que competirá en la Vuelta a España. Richard cruzará la meta en segundo lugar en la etapa nueve, etapa de 179 kilómetros de recorrido con final en Granada. El ganador de la jornada fue el británico Adam Yates, y con este resultado, Richard se ubicará 3° en la general. Durante la etapa once y en un intento del equipo Decathlon AGR2 por bloquear la fuga de más corredores, Carapaz sufre una caída al intentar adelantar por el borde de la ruta; el corredor logró reincorporarse, pero perdió tiempo y terminó cediendo un puesto en la clasificación general, pasando del 3° al 4° lugar al final de la etapa. Tras finalizar en el puesto 7° de la etapa 15 con final en Villablino, previo al segundo día de descanso de la carrera, consiguió mantenerse en el puesto 4 de la clasificación general. Tras la etapa reina (etapa 20) con llegada en Picón Blanco, en la que cruzaría la meta en la cuarta posición, mantuvo el cuarto puesto en la clasificación general. Termina la Vuelta a España refrendando esa cuarta posición, a pocos segundos del podio, donde se ratifica como el mejor latinoamericano de la carrera que coronaría a Primož Roglič por cuarta ocasión, Ben O'Connor en segundo lugar y Enric Mas en la tercera posición.
Debido al estado de salud de su hija, quien fue intervenida quirúrgicamente de emergencia, Richard Carapaz tomó la decisión de no participar en el Campeonato Mundial de ciclismo prueba de ruta en Zúrich.
2025: Giro de Italia y Tour de Francia como objetivos principales.Inició la preparación de la temporada compitiendo en la Vuelta a Cataluña, donde se caracterizó por mantener un ritmo constante en todas las etapas, buscando construir su mejor forma de cara al Giro de Italia. El campeón de la edición 104.ª sería Primož Roglič y el escalador ecuatoriano finalizaría en el puesto 10° de la clasificación general a 1'59" del líder. Compitió en la edición 107.ª de la clásica Lieja-Bastoña-Lieja y tuvo una destacada actuación, cruzando la meta en el puesto 29°; sin embargo, fue descalificado por los jueces al final de la jornada, por adoptar una posición aerodinámica sobre la bicicleta para ganar velocidad, que ya no es permitida por la Unión Ciclista Internacional UCI.

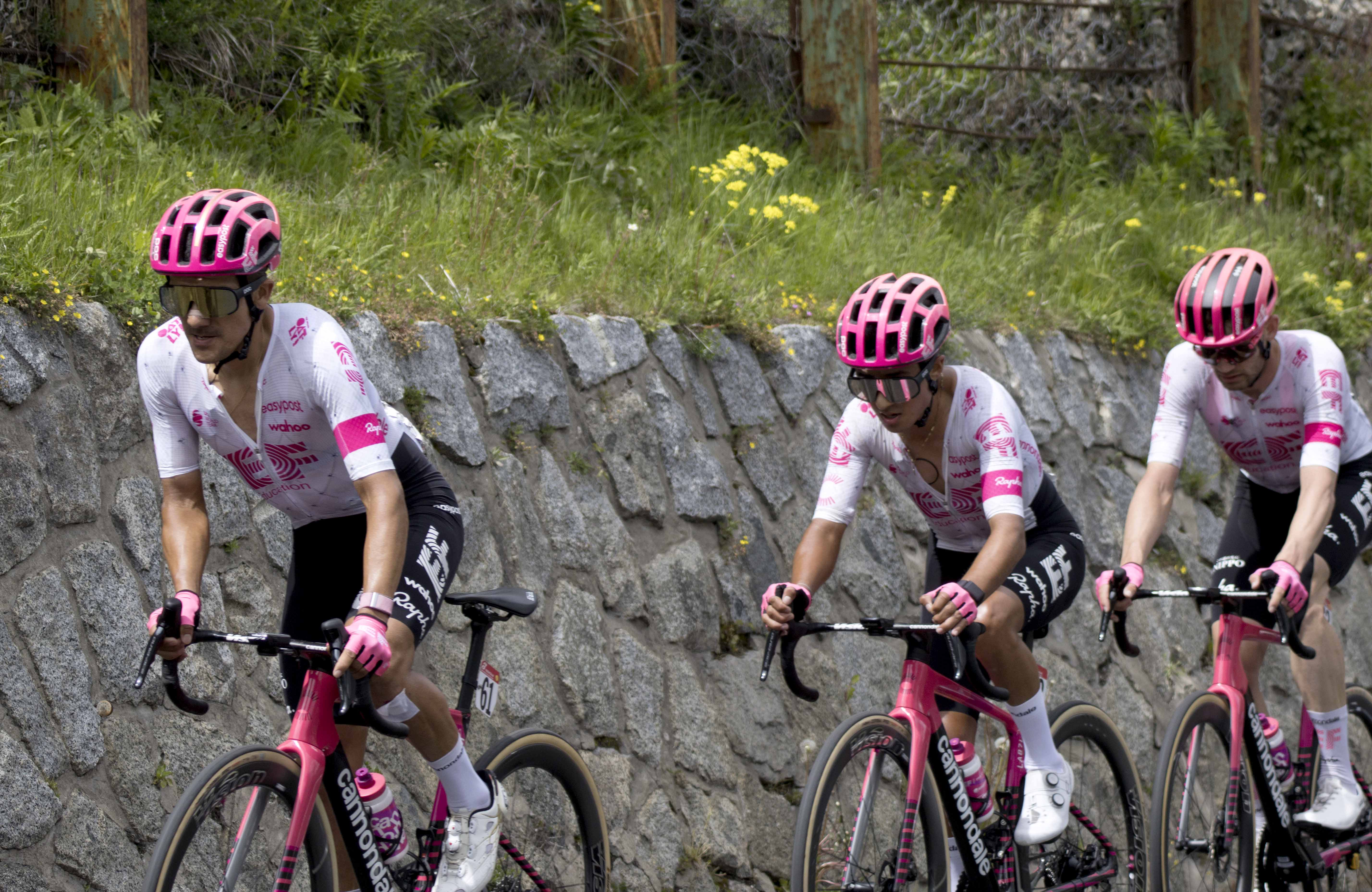
GIRO5014 carapaz

Atacó a 10 kilómetros del final y se impuso en solitario en la etapa 11.ª del Giro de Italia con llegada en Castelnovo ne' Monti Con el resultado de la etapa, consiguió ascender 3 posiciones y ubicarse 6.º en la clasificación general a 1'56" del líder Isaac Del Toro Tuvo una destacada actuación en la Decimosexta etapa de 203 kilómetros con llegada en San Valentino, generando movimientos constantes y atacando en momentos determinantes, cruzando la meta en cuarto lugar y ascendiendo 3 posiciones en la general, ubicándose 3.º a solo 31" del corredor del UAE Isaac Del Toro. La Decimoséptima etapa estaría llena de nuevas emociones, el ecuatoriano con un notable desempeño, logra cruzar la meta en tercera posición, no recortando tiempo frente al líder; pero ascendiendo posiciones en la clasificación general, donde se colocaría 2.º.
Polémica con Del Toro. En la penúltima etapa del Giro de Italia 2025, disputada entre Verrès y Sestrière, se produjo una situación táctica que generó controversia entre Richard Carapaz e Isaac del Toro. Durante la ascensión al Colle delle Finestre, Simon Yates lanzó un ataque decisivo que le permitió obtener una ventaja significativa sobre sus rivales. Carapaz intentó seguir el ritmo de Yates, pero no recibió colaboración de Del Toro, quien optó por no colaborar en la persecución. Esta falta de cooperación permitió que Yates consolidara su liderazgo en la clasificación general Posteriormente, ambos corredores expresaron sus puntos de vista. Carapaz manifestó su frustración por la falta de apoyo de Del Toro, mientras que este último explicó que se encontraba al límite de sus fuerzas y que, en su opinión, Carapaz debería haber asumido la responsabilidad de la persecución. La dirección del equipo UAE Team Emirates, al que pertenece Del Toro, reconoció errores tácticos durante la etapa, incluyendo la ausencia de compañeros en la fuga y la falta de apoyo en momentos clave. Como resultado de estos acontecimientos, el ecuatoriano finalizó tercero en la clasificación general, mientras que Del Toro ocupó la segunda posición. La etapa fue ganada por Chris Harper, y Simon Yates se coronó campeón del Giro de Italia 2025 
Debido a una fuerte gastroenteritis de la que no se pudo recuperar a tiempo en un post en su cuenta de Instagram, comunicó que no podrá participar en el Tour de Francia 2025, a iniciarse el 5 de julio de 2025, el cual se tratará de recuperar para prepararse para la Vuelta a España 2025 a finales de agosto de 2025.

## Palmarés
| 2013 - Campeonato Panamericano en Ruta sub-23 2015 - 1 etapa del Clásico RCN - Vuelta de la Juventud de Colombia 2016 (como amateur) - Vuelta a Navarra, más 1 etapa 2018 - Vuelta a Asturias, más 1 etapa - 1 etapa del Giro de Italia 2019 - Vuelta a Asturias, más 1 etapa - Giro de Italia , más 2 etapas 2020 - 1 etapa del Tour de Polonia - 2.º en la Vuelta a España - UCI America Tour 2021 - Vuelta a Suiza, más 1 etapa - 3.º en el Tour de Francia - Juegos Olímpicos en Ruta | 2022 - Campeonato de Ecuador Contrarreloj - 2.º en el Campeonato de Ecuador en Ruta - 1 etapa de la Volta a Cataluña - 2.º en el Giro de Italia - 3 etapas de la Vuelta a España, más clasificación de la montaña 2023 - Campeonato de Ecuador en Ruta - Mercan'Tour Classic Alpes-Maritimes - 2.º en los Juegos Panamericanos Contrarreloj 2024 - Campeonato de Ecuador Contrarreloj - 2.º en el Campeonato de Ecuador en Ruta - 1 etapa del Tour Colombia - 1 etapa del Tour de Romandía - 1 etapa del Tour de Francia, más clasificación de la montaña y premio de la combatividad 2025 - 3.º en el Giro de Italia, más 1 etapa |

## Resultados

### Grandes Vueltas
| Carrera | Carrera         | 2017 | 2018 | 2019 | 2020 | 2021 | 2022 | 2023 | 2024 | 2025 |
| ------- | --------------- | ---- | ---- | ---- | ---- | ---- | ---- | ---- | ---- | ---- |
|         | Giro de Italia  | —    | 4.º  | 1.º  | —    | —    | 2.º  | —    | —    | 3.º  |
|         | Tour de Francia | —    | —    | —    | 13.º | 3.º  | —    | Ab.  | 17.º | —    |
|         | Vuelta a España | 36.º | 18.º | —    | 2.º  | Ab.  | 14.º | —    | 4.º  | —    |

### Vueltas menores
| Carrera | Carrera                | 2017 | 2018 | 2019 | 2020 | 2021 | 2022 | 2023 | 2024 | 2025 |
| ------- | ---------------------- | ---- | ---- | ---- | ---- | ---- | ---- | ---- | ---- | ---- |
|         | París-Niza             | —    | 11.º | —    | —    | —    | —    | —    | —    | —    |
|         | Tirreno-Adriático      | —    | —    | 20.º | —    | —    | Ab.  | —    | Ab.  | 18.º |
|         | Volta a Cataluña       | —    | —    | 26.º | —    | 21.º | 2.º  | 51.º | —    | 10.º |
|         | Vuelta al País Vasco   | —    | —    | —    | —    | 19.º | —    | Ab.  | —    | —    |
|         | Tour de Romandía       | 38.º | —    | —    | —    | —    | —    | —    | 7.º  | —    |
|         | Critérium del Dauphiné | 44.º | —    | —    | —    | —    | —    | 36.º | —    | —    |
|         | Vuelta a Suiza         | —    | —    | —    | —    | 1.º  | —    | —    | Ab.  |      |
|         | Tour de Polonia        | —    | 12.º | —    | Ab.  | —    | 22.º | —    | —    |      |

### Clásicas, Campeonatos y JJ. OO.
| Strade Bianche        | Strade Bianche        | —             | —             | 62.º          | —             | —    | 30.º | —    | 70.º | 78.º |    |    |
|                       | Milán-San Remo        | —             | —             | —             | —             | —    | —    | 72.º | —    | —    |    |    |
| Flecha Brabanzona     | Flecha Brabanzona     | —             | —             | —             | —             | 31.º | —    | —    | —    | —    |    |    |
| Amstel Gold Race      | Amstel Gold Race      | —             | —             | —             | X             | 28.º | —    | —    | 51.º | —    |    |    |
| Flecha Valona         | Flecha Valona         | —             | —             | —             | —             | 9.º  | —    | —    | 13.º | —    |    |    |
|                       | Lieja-Bastoña-Lieja   | —             | —             | —             | —             | Des. | —    | —    | 26.º | —    |    |    |
| Clásica San Sebastián | Clásica San Sebastián | 56.º          | —             | —             | X             | —    | —    | —    | —    |      |    |    |
|                       | Giro de Lombardía     | —             | —             | —             | 13.º          | —    | —    | 8.º  | —    |      |    |    |
| JJ. OO. (Ruta)        | JJ. OO. (Ruta)        | No se disputó | No se disputó | No se disputó | No se disputó | 1.º  | ND   | ND   | —    | ND   | ND | ND |
| Mundial en Ruta       | Mundial en Ruta       | —             | 71.º          | Ab.           | 22.º          | —    | —    | —    | —    |      |    |    |
| Ecuador en Ruta       | Ecuador en Ruta       | —             | —             | —             | —             | —    | 2.º  | 1.º  | 2.º  | —    |    |    |
| Ecuador Contrarreloj  | Ecuador Contrarreloj  | —             | —             | —             | —             | —    | 1.º  | —    | 1.º  | —    |    |    |

—: No participa
Ab.: Abandono
Des.: Descalificado

## Equipos
- Panavial-Coraje Carchense (2011-2013)
- RPM Ecuador  (2014)
- Strongman-Campagnolo (2015-03.2016)
  - Strongman Campagnolo (2015-01.2016)
  - Strongman Campagnolo Wilier (01.2016-03.2016)
- Lizarte  (04.2016-07.2016)
- Movistar Team (stagiaire) (08.2016-12.2016)
- Movistar Team (2017-2019)
- INEOS (2020-2022)
  - Team INEOS (01.2020-08.2020)
  - INEOS Grenadiers (08.2020-2022)
- EF Education-EasyPost (2023-)